# 李自成攻朱仙鎮之戰
李自成攻朱仙鎮之戰是李自成攻開封之戰期間的另一戰役，崇祯十五年（1642年）五月，李自成率军在朱仙镇（今河南开封西南）同明军進行的一次作战，此役李自成大勝。
崇祯十五年二月，李自成、罗汝才二十万大军破河南襄城，杀明三边总督汪乔年，三月连破河南东部十餘城，四月李自成第三度围攻开封。明朝命督师丁启睿、保定总督杨文岳偕总兵左良玉、虎大威、杨德政、姜名武、方国安等各路总兵率兵号称四十万往援开封，五月十四日到达开封附近，会师朱仙镇。李自成将主力移至朱仙镇西南，此役明援军内部矛盾重重，丁启睿乃书生出身，無军事才能，丁启睿要求明军主动出击。但左良玉主张坚守，他说：“贼锋锐，未可击也。”丁启睿说：“围已急，必击之！”诸将皆惧。左良玉部不聽指揮，连夜拔营逃跑，狂奔八十里。結果誤入壕沟，“弃马骡万匹，器械无算”，良玉急走襄阳。明軍更無鬥志，丁启睿、杨文岳、虎大威、杨德政等皆向南逃至汝宁（今汝南）。虎大威中炮亡。姜名武、余爵、敦华等拼死抵抗，负伤被俘殺。崇祯聞訊大怒，下令将丁启睿革职入狱查办，杨德政被斩首。左良玉因為軍力強大，崇祯不敢治罪，“发帑金五万，户部金十万，及银牌、布币，犒左良玉军。”